# Tourniquet (сингл Marilyn Manson)
«Tourniquet» — другий сингл з другого студійного альбому гурту Marilyn Manson Antichrist Superstar. У пісні зображено сум та нарікання на долю головного героя платівки до того, як він перетворився на Маленького Рога. Сингл дебютував на 30-й сходинці Rock Charts.
Віолончельний рок-гурт Rasputina записав кавер-версію для свого мініальбому The Lost & Found. Професійний реслер Джефф Гарді використовував пісню під час свого перебування у ростері Ring of Honor.

## Відеокліп
Режисер: Флорія Сіґізмонді. У відео присутній дивний гуманоїд, поміщений на колеса для того, щоб він міг пересуватися. Це відео — одне з чотирьох, де показано Менсона без гриму (інші три: «Lunchbox», «No Reflection» та «Get Your Gunn»).

## Список пісень
Австралійське видання
1. «Tourniquet» — 4:29
2. «The Tourniquet Prosthetic Dance Mix» — 7:24
3. «The Horrible People» — 5:12

Британське/Європейське видання
1. «Tourniquet» — 4:29
2. «The Tourniquet Prosthetic Dance Mix» (edit) — 4:10
3. «The Tourniquet Prosthetic Dance Mix» — 7:24

Британське видання № 2
1. «Tourniquet» — 4:29
2. «Lunchbox» — 4:34
3. «Next Motherfucker» (Remix) — 4:48

### Промо-сингл
Американське видання
1. «Tourniquet» — 4:29

Британський 7"
- Сторони А та Б

1. «Tourniquet» — 4:29
2. «The Perfect Drug» — 5:15

Британський 12"
- Сторони А та Б

1. «The Tourniquet Prosthetic Dance Mix» — 7:24
2. «The Tourniquet Prosthetic Dance Mix» (edit) — 4:10